# 祐代朗功
祐代 朗功（すけだい あきのり、1990年3月6日 - ）は、吉本新喜劇に所属する日本の舞台芸人である。
大阪府泉南市出身。吉本興業所属。

## 来歴・人物
- 関西学院大学で社会学を専攻していたが[1]、就職活動がうまくいかずに芸人を目指す。
- 大阪NSC37期生[2]。
- 2014年、吉本新喜劇の第8個目金の卵オーディションを受け合格し入団。
- 趣味はぷよぷよ!!クエストをすること。
- 夢路いとし・喜味こいしの漫才を見るのが好き[3]。
- 滑舌が悪く、「ざじずぜぞ」が「だぢづでど」になってしまい、舞台上でいじられることもある。
- 小籔千豊から、2代目のMr.オクレを襲名して欲しいと期待されている[4]。
- 「すけだい」名義でカクヨムと小説家になろうに小説を投稿している。

## 出演番組
- よしもと新喜劇（毎日放送）